# Flocklilja
Flocklilja (Lilium ×hollandicum) är en hybrid i familjen liljeväxter, mellan brandlilja (L. bulbiferum), mongollilja (L. pensylvanicum) och stjärnlilja (L. concolor). Ursprungligen togs hybriden fram genom korsning av brandlilja och thunbergslilja (L. ×maculatum) (som är hybriden mellan mongollilja och stjärnlilja). 
Flockliljans sorter har varit en viktig komponent i förädlingen av asiatliljorna (L. Asiatiska Gruppen). De var vanliga i odling under sekelskiftet, men på grund av att de var mottagliga för virus konkurrerades de ut av se senare asiatliljorna.

## Sorter
Det har registrerats många sorter, men det är oklart om någon förekommer i odling idag:
'Applegate', s Variety', 
'Apricot', 
'Cape Eagle', 
'Chief Chinook', 
'Citron', 
'Darkest of ALL', 
'Don Juan', 
'Duke of Sutherland', 
'Duke of Wellington', 
'Erect', 
'Feu Brilliant', 
'Foxden Hybrid', 
'Golden Fleece', 
'Grandiflorum', 
'Hadeco-Matador', 
'Hadeco-Safari', 
'Hannah Dustin', 
'Incomparable', 
'Invincible', 
'Multiflorum', 
'Orange Brilliant', 
'Orange King', 
'Prince of Wales', 
'Refulgence', 
'Royal Leopard', 
'Sappho', 
'Shaka', 
'Splendid', 
'Tam-Tam', 
'Thalia', 
'Variegated', 
'Vermilion Brilliant', 
'West Burke'.